# 2278 Götz
2278 Götz este un asteroid din centura principală, descoperit pe 7 aprilie 1953, de Karl Reinmuth.